# Code RST
Pour les articles homonymes, voir RST.

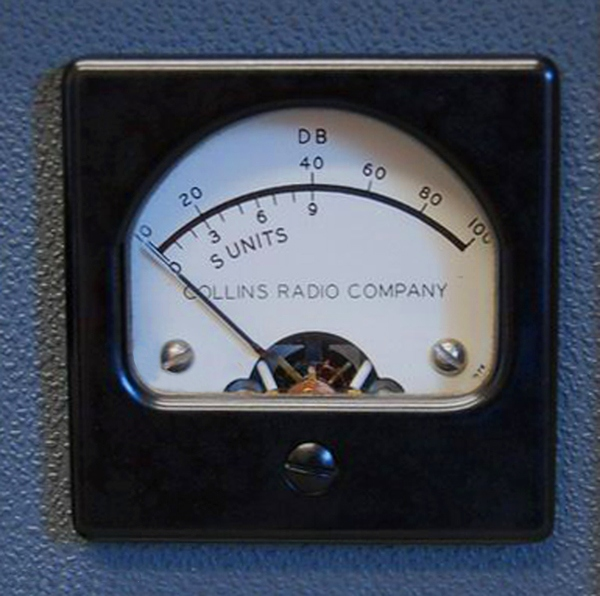
S-mètre Collins

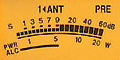
S-mètre Kenwood TS-480HX.

Le code RST est utilisé par les radioamateurs, les radioécouteurs et les passionnés de radio pour exprimer la qualité d'un signal radio reçu. Le code est un nombre à trois chiffres. Ils évaluent respectivement la lisibilité, la force et la tonalité des signaux. Le code date du début du XXe siècle ; son usage était déjà généralisé en 1912.

## Lisibilité
La lettre R correspond à la lisibilité (readability). Il s'agit d'une évaluation qualitative de la facilité ou de la difficulté éprouvée pour comprendre l'information transmise : distinguer chaque caractère du texte transmis en télégraphie Morse, comprendre correctement chaque mot en téléphonie. La lisibilité se mesure sur une échelle de 1 à 5 :
1. incompréhensible
2. à peine compréhensible, quelques mots seulement le sont
3. compréhensible avec des difficultés considérables
4. compréhensible presque sans difficulté
5. parfaitement compréhensible

## Force
La lettre S correspond à la force (strength).  Il s'agit d'une évaluation de la puissance du signal reçu. Bien qu'une mesure précise et quantitative pour la force d'un signal soit possible, en pratique les opérateurs évaluent souvent cette valeur de façon qualitative à partir du S-mètre du récepteur. La force se mesure sur une échelle de 1 à 9 :
1. signal très lointain, à peine perceptible
2. très faible
3. faible
4. correct
5. assez bon
6. bon
7. assez fort
8. fort
9. très fort

## Tonalité
La lettre T correspond à la tonalité (tone). Il s'agit d'une évaluation de la qualité de la modulation émise, sur une échelle de 1 à 9. Cette valeur n'est utilisée que dans les transmissions numériques ou en Morse, et est omise pour la téléphonie. Cependant, avec les technologies numériques modernes, les imperfections de la modulation sont de moins en moins détectables par les humains, d'autant qu' elles n' impactent pas le message(correction logicielle):
1. 60 Hz, 50 Hz ou moins, très grossière
2. signal alternatif grossier, très irrégulière
3. tonalité irrégulière, rectifiée mais pas filtrée
4. note irrégulière, quelques traces de filtrage
5. signal rectifié et filtré, mais de nombreuses modulations parasites
6. tonalité filtrée, des traces de modulations parasites
7. tonalité presque pure, des traces de modulations parasites
8. tonalité presque parfaite, de légères traces de modulations parasites
9. tonalité parfaite, aucune trace de modulation parasite

## Variations
Une bonne transmission en téléphonie possède un RST de « 59 », « cinquante-neuf » en français ou bien « five nine », « five and nine » en anglais. Éventuellement, on peut ajouter le nombre de décibels mesurés en plus de S9 sur l'affichage du S-mètre. Ainsi, on peut entendre : « votre signal est à S9 plus 30 dB ».
On a ajouté des suffixes au RST pour donner des propriétés des signaux :
- X : fréquence stable (contrôle par quartz) ;
- C : couinement (chirp, la fréquence varie lors de la transmission) ;
- K : cliquettements.

On peut ainsi transmettre un RST de type « 599K ».
Pendant les contests, le chiffre 9 est souvent remplacé par la lettre N car cette dernière est bien plus rapide à transmettre en Morse. Ainsi « 599 » est transmis comme « 5NN ».